# Романівка (Саратовська область)
Романівка  — селище міського типу (з 1944) в Росії, муніципальне утворення у складі Романівський район Саратовської області.
Населення — 6918 осіб.

## Історія
Слобода Романівка заснована в 1680 році вільними вихідцями з Київської губернії на землі, подарованої графу Воронцову.
В 1827 році в Романівці з'явився перший з лже-Константинів, що викликав бунт місцевих селян і сховався на Іргизі.
До будівництва залізниць, Романівка мала досить велике значення в торгівлі хлібом.
Після їх будівництва, які залишили Романівку осторонь, становище її змінилося до гіршого. З того часу і до споруди Тамбово-Камишинської лінії (1894 рік) головна торгівля в Романівці була соняшниковим насінням, яке відправлялося в Борисоглєбськ, Пензу і Ртищево гужем.
До початку XX століття в Романівці було 4 школи, читальня, лікарня, 3 церкви, поштово-телеграфне відділення.
В 1928 році Романівка стає центром Романівського району Балашовського округу Нижньо-Волзького краю (з 1936 року в складі Саратовської області).
Статус селища міського типу — з 1944 року.